# James Stuart Olson
James Stuart Olson (geboren 1946 in Downey, Kalifornien) ist ein US-amerikanischer Historiker. Den Bachelor erreichte er 1967 an der Brigham Young University, den Master und Ph.D. an der Stony Brook University in den Jahren 1969 bzw. 1972. Olsen begann seine Karriere als Assistant Professor an der Sam Houston State University, wo er nach Jahren zum Distinguished Professor befördert wurde. Er ist verheiratet mit Judith E. Olson und hat vier Kinder.
Olson hat über 40 Bücher zu verschiedenen historischen Themen verfasst, u. a. der Geschichte der USA und weiteren Weltregionen sowie zu Krebs, Einwanderung und Wirtschaft. Er wurde zwei Mal für den Pulitzer-Preis nominiert.
Während der Arbeiten an dem Buch Bathsheba's Breast über Brustkrebs musste sich Olson selbst einer Krebsbehandlung unterziehen. Der Tumor in seiner Hand führte zur Amputation seines Unterarms.